# Агнес фон Урах
Агнес фон Урах (на немски: Agnes von Urach; * между 1160 и 1220; † сл. януари 1231) е графиня от фамилията Урах и чрез женитба първата маркграфиня на Баден-Хахберг.

## Живот
Тя е дъщеря на граф Егино IV фон Урах „Брадатия“ († 1230) и съпругата му Агнес фон Церинген († 1239), дъщеря на херцог Бертхолд V фон Церинген († 1186) и Хайлвиг от Фробург († пр. 1183). Сестра е на Конрад (* ок. 1180; † 1227), който е кардинал-епископ на Порто и папски легат.
Агнес се омъжва за маркграф Хайнрих I фон Баден-Хахберг (* пр. 1190; † 2 юли 1231), управляващ маркграф на Верона и Баден, от 1212 г. на Баден-Хахберг. Той управлява от замъка Хахберг при Емендинген в Южен Баден в Баден-Вюртемберг. След смъртта му тя поема от 1231 г. регентството за синовете им.
Тя е погребана в Шпардорф, Средна Франкония, Бавария.

## Деца
Агнес и маркграф Хайнрих I фон Баден-Хахберг имат децата:
- Хайнрих II (* пр. 1231; † ок. 1297/1298), от 1231 маркграф на Баден-Хахберг
- Вернер, каноник в Страсбург
- Херман Млади, маркграф на Хахберг (1232 – 1239)